# Juslapeña
Juslapeña település Spanyolországban, Navarra autonóm közösségben. Juslapeña Ezcabarte, Berrioplano, Iza, Imotz, Atez-Atetz és Odieta községekkel határos. Lakosainak száma 565 fő (2024).

## Népesség
A település népessége az elmúlt években az alábbi módon változott:
| Lakosok száma | 483  | 491  | 542  | 569  | 558  | 548  | 550  | 563  | 574  | 565  |
|               | 2001 | 2004 | 2007 | 2009 | 2012 | 2014 | 2017 | 2019 | 2022 | 2024 |